# 玩具交響曲
《玩具交響曲》是一首共有三個樂章的交響作品，於1820年首先出版。

## 創作背景

### 托作與臆測
目前為止，誰是真正的作者，音樂界至今仍未有一個共識。樂曲於1820年首先出版，當時樂譜所標示的作者是“海頓”，因而令不少人猜測所指的是「交響曲之父」約瑟夫·海頓（Franz Joseph Haydn）的作品。更為此作品編作了一個故事：指某一年的聖誕節，海頓為在埃斯特哈齊（Esterházy）的樂師們編寫了這首樂曲，作為聖誕派對時的玩樂。但是經過學者的反覆翻查當時的文獻及海頓自己的紀錄，卻從來找不到任何和本曲有關的資料。後來又有人聲稱“海頓”其實是約瑟夫的弟弟米高·海頓，同樣也得不到證據支持這說法。
後來有學者推論樂曲的作者應該是沃夫岡·阿瑪迪斯·莫札特（Wolfgang Amadeus Mozart）的父親雷歐波得·莫札特（Leopold Mozart），原因是他們發現了雷歐波得·莫札特的其中一首作品手稿《音樂雪橇》（The Musical Sleigh-Ride）中，運用了叢鈴、棘輪及其他類似的敲擊樂器，因而有這樣的推斷。不過，這個假設很快亦被推翻，原因是後來的研究發現雷歐波得·莫札特只是負責抄寫這首作品的樂譜而已，而並非作品的作曲者。
最近期的研究，推斷本曲最有可能的作者應該是一名奧地利聖本篤教會的神父艾德蒙·安格爾（Edmund Angerer 1740-1794）所創作的。所持的理由是依據一份在收藏於該教會位於貝希特斯加登的一間修道院內所發現的手抄本。樂曲的標題是"Berchtoldsgaden Musick"（希特斯加登的音樂），而貝希特斯加登是當時著名的玩具樂器生產地。因此極有可能是作曲者從那裏購得一些玩具樂器而觸發起創作本曲的靈感。
可是，仍有部份音樂學者亦對此說法持懷疑態度，首先該手稿所用的是調性是C大調，和現時所流傳的G大調並不相同；其次，發表艾德蒙·安格爾為真正作者的，正正是聖本篤教會內的人員，他們並非專業的音樂研究學者，中立性受到質疑；而且當時的風氣是作曲家喜歡互相抄寫各自喜歡的作品，然後冠以自己的名字為作者。因此在未有足夠的考證時，就斷言艾德蒙·安格爾為作者並不恰當。因此，至今誰才是本曲的真正作者，依然無法得到最後的查證。
另一方面，亦有學者從樂曲結構分析，認為本曲其實並不符合該時期的「交響曲」的格式，反而像「戶外組曲」（cassations）的模式。並認為現時保存的三個樂章，可能只屬於一首或多首戶
外組曲中的部份內容。同樣，有關的推論亦未有足夠的理據支持。

## 分析

### 樂器編制
- 木管樂器：2雙簧管
- 銅管樂器：2圓號
- 鍵盤樂器：古鍵琴
- 絃樂器：第1小提琴、第2小提琴、大提琴、低音提琴（中提琴是後來才加上去的，主要是輔助大提琴的八度齊奏）
- 玩具樂器及敲擊樂器：玩具小號、小軍鼓、三角鐵、鳥鳴器（包括：杜鵑、鵪鶉和夜鶯）、棘輪

### 樂曲結構
現時流傳的版本共有三個樂章，演奏時間約為6-7分鐘（不含重覆）。
- 第1樂章：快板（Allegro），4/4，甚有進行曲風格的曲調。
- 第2樂章：小步舞曲（Minuetto），3/4
- 第3樂章：最急板（Presto），3/8，近似圈舞（Round Dance）節奏風格的曲調。每一次重覆演奏時，速度都會加快。

## 外部連結
- 玩具交響曲：国际乐谱典藏计划上的乐谱
- 德國Musikedition Tirol 出版社有關「玩具交響曲」的分析及樂譜重整。 （页面存档备份，存于）（德文，並需裝設Sibelius軟件觀看樂譜）
- 奧地利提洛洲聖約翰教堂博物館網站講解「玩具交響曲」的解說。 （页面存档备份，存于）（德文）